# Chaussures Torfs
 (juin 2024).
La mise en forme du texte ne suit pas les recommandations de Wikipédia : il faut le « wikifier ».
Les points d'amélioration suivants sont les cas les plus fréquents. Le détail des points à revoir est peut-être précisé sur la page de discussion.
- Les titres sont pré-formatés par le logiciel. Ils ne sont ni en capitales, ni en gras.
- Le texte ne doit pas être écrit en capitales (les noms de famille non plus), ni en gras, ni en italique, ni en « petit »…
- Le gras n'est utilisé que pour surligner le titre de l'article dans l'introduction, une seule fois.
- L'italique est rarement utilisé : mots en langue étrangère, titres d'œuvres, noms de bateaux, etc.
- Les citations ne sont pas en italique mais en corps de texte normal. Elles sont entourées par des guillemets français : « et ».
- Les listes à puces sont à éviter, des paragraphes rédigés étant largement préférés. Les tableaux sont à réserver à la présentation de données structurées (résultats, etc.).
- Les appels de note de bas de page (petits chiffres en exposant, introduits par l'outil «  Source ») sont à placer entre la fin de phrase et le point final[comme ça].
- Les liens internes (vers d'autres articles de Wikipédia) sont à choisir avec parcimonie. Créez des liens vers des articles approfondissant le sujet. Les termes génériques sans rapport avec le sujet sont à éviter, ainsi que les répétitions de liens vers un même terme.
- Les liens externes sont à placer uniquement dans une section « Liens externes », à la fin de l'article. Ces liens sont à choisir avec parcimonie suivant les règles définies. Si un lien sert de source à l'article, son insertion dans le texte est à faire par les notes de bas de page.
- La présentation des références doit suivre les conventions bibliographiques. Il est recommandé d'utiliser les modèles {{Ouvrage}}, {{Chapitre}}, {{Article}}, {{Lien web}} et/ou {{Bibliographie}}. Le mode d'édition visuel peut mettre en forme automatiquement les références.
- Insérer une infobox (cadre d'informations à droite) n'est pas obligatoire pour parachever la mise en page.

Pour une aide détaillée, merci de consulter Aide:Wikification.
Si vous pensez que ces points ont été résolus, vous pouvez retirer ce bandeau et améliorer la mise en forme d'un autre article.
 (juin 2024).
Pour les articles homonymes, voir Torfs.
Torfs est une chaîne belge de magasins de chaussures. L'entreprise familiale compte, début 2024, plus de 75 succursales réparties dans toute la Belgique.

## Histoire
L'entreprise a vu le jour à Lierre après la Seconde Guerre mondiale. Louis Torfs, de Lierre, vendait ses chaussures au marché de Malines. Après 1948, il a ouvert avec son épouse quatre magasins, qui ont été repris par leurs deux fils Karel et Herman Torfs, ainsi que par leur gendre Staf Verlinden. En 1986, Wouter Torfs, un enfant de la troisième génération, a repris le flambeau. Sous sa direction, le nombre de magasins est passé de 26 à 72 et le chiffre d'affaires de 10 à 115 millions d'euros. En 2023, après 33 ans de service en tant que PDG, Wouter Torfs a passé le flambeau à sa nièce Lise Conix.

## Magasins
Début 2024, Chaussures Torfs comptait plus de 75 magasins à travers la Belgique. Outre les chaussures pour femmes, hommes et enfants, les magasins proposent également des sacs, des accessoires et des vêtements pour femmes. Au cours des dernières années, la chaîne a déjà rénové 80 magasins pour les doter d'un concept plus moderne.
En 2018, Torfs a fait ses débuts en Wallonie. Depuis, la chaîne s'est étendue à deux succursales wallonnes : à Dinant et Marche-en-Famenne.

## Boutique en ligne
En mars 2012, Torfs a lancé sa propre boutique en ligne. La première année, la chaîne de magasins de chaussures a vendu 16 000 paires de chaussures en ligne. En 2021, ce nombre est passé à 700 000 paires, ce qui représente un cinquième des ventes annuelles totales. Deux ans après le lancement de la boutique en ligne belge, une boutique en ligne néerlandaise a suivi. Début 2021, Torfs a fermé cette boutique en ligne néerlandaise parce que la chaîne de magasins devait investir trop d'argent dans la notoriété de la marque pour percer. 
En 2018, la boutique en ligne Torfs s'est étendue avec une version française : Chaussures Torfs.
La boutique en ligne de Torfs a été récompensée à plusieurs reprises par les Webshop Awards Belgium, dans la catégorie Chaussures. Ce prix public est décerné sur la base des votes de plus de cent mille consommateurs, qui tiennent compte d'aspects tels que le prix, la convivialité, la gamme et la livraison.
Le centre de distribution de la boutique en ligne est situé à Tamise, en Flandre orientale. En 2024, Torfs a investi 3 millions d'euros dans l'agrandissement de cet entrepôt, ce qui augmente de plus d'un tiers la chaîne de magasins de chaussures.

## Prix et récompenses
Torfs a été élue 11 fois Meilleur Employeur de Belgique, dans la catégorie des grandes organisations de plus de 500 employés. Le prix Great Place To Work a ainsi couronné la chaîne de magasins pour sa qualité d'employeur et sa culture organisationnelle axée sur les personnes. En 2019, Torfs a été nommée Meilleur Employeur d'Europe, dans la catégorie des organisations de plus de 500 employés.

## Littérature
- Torfs, Wouter, De ziel zit in een schoenendoos, Roularta, 2010, 239 p.,  (ISBN 9789086792627)
- Torfs, Wouter, Werken met hart en ziel, Lannoo, 2014, 288 p.,  (ISBN 9789401418881)